# 社会計画
社会計画（しゃかいけいかく）とは、社会政策にかかわる計画。ほか、地域開発、余暇、文化コミュニティ等、広く社会システム全般に関する総合計画において目的と期限とを明示して諸主体の社会的活動やその方針を定めること。
人口と福祉数育・文化事業関連と都市問題等の社会問題に対して、問題解決に有効な方策やシステム、体制を提言・評価することで、関係者調整や合意形成を回り、策定・実施する計画。